# Hot (canción de Inna)
«Hot» es la primera canción de la cantante rumana Inna para su primer álbum de estudio del mismo nombre (2009). Fue lanzado como el primer sencillo del disco el 26 de octubre  de 2008. La pista fue escrita y producida por los miembros de Play & Win: Sebastian Barac, Radu Bolfea y Marcel Botezan. Musicalmente, «Hot» es una canción electro house con influencias de trance y su instrumentación consistente en sintetizador de sonidos y ritmos de trance. A lo largo de la canción, el coro se repite varias veces, y se utilizan voces masculinas para complementar a Inna.
Tras su lanzamiento, la pista ha recibido reseñas variadas por parte de los críticos de música, quienes elogiaron su sencillez, eficacia y naturaleza de baile, a la vez que criticaron la calidad de sus letras y su falta de innovación. Un crítico también comparó a «Hot» con los trabajos de la banda de rock británica New Order y del disc jockey francés David Guetta. La canción ganó en la categoría «Mejor Canción Dance» en los Romanian Music Awards del 2009, y también fue nominado a un Eska Music Award ese mismo año. Comercialmente, se convirtió en el primer éxito internacional de Inna, encabezando las listas de Rumania y España, y alcanzando el top 20 en múltiples países. Debido a las altas ventas, «Hot» recibió certificaciones de oro y platino en Dinamarca, Italia, Noruega, España, Suecia y el Reino Unido.
Para promover el sencillo, dos videos musicales—conocidos como «True Love Edit» y «Dancing in the Dark Edit»—fueron filmados por Florin Botea y lanzados en 2008. El primero presenta a una bailarina de club nocturno que recibe cartas de un supuesto admirador, que luego resulta ser su compañera, mientras que el segundo estaba destinado a enfatizar la imagen de Inna. La cantante interpretó la canción en varios lugares, incluyendo los Eska Music Awards del 2009, el Festival Internacional de la Canción de Sopot, los MAD Video Music Awards y en su propio concierto Inna: Live la Arenele Romane gig en Bucarest. El dúo de DJs neerlandés Blasterjaxx remezcló «Hot» para el Festival Ultra Music del 2016, recibiendo reseñas positivas.

## Antecedentes y composición
Desde niña, Inna se interesó por la música; su madre, su abuela y su abuelo cantaban como un pasatiempo. Ella se graduó en Colegiul Economic—en español: Universidad de Economía—en Mangalia y más tarde estudió ciencias políticas en la Universidad Ovidius en Constanza. Inna también tomó clases de canto y participó en varios festivales de música, mientras que tuvo una audición sin éxito para la banda rumana A.S.I.A. Cuando Inna trabajaba en una oficina, su mánager la escuchó cantar y se contactó con Play & Win. Adoptando el nombre artístico de «Alessandra» en 2008, grabó sus primeras canciones con estilo pop rock, que más tarde cambió por la música house con influencia minimalista después de cambiar su nombre artístico a «Inna».
«Hot» fue escrito y producido en su totalidad por los miembros de Play & Win, Sebastian Barac, Radu Bolfea y Marcel Botezan, y fue lanzado como el primer sencillo del primer álbum de estudio de Inna del mismo nombre (2009). Fue enviado a la estación de radio rumana Vibe FM el 12 de agosto de 2008, donde se escuchó por primera vez durante el programa de radio Request 629. Durante una entrevista con el sitio web rumano Music Pass, Inna declaró: «[Play & Win] nos presentó 'Hot' [...] y no me gustó. Sonaba raro y diferente de lo que había aprendido de [mi profesor de música]. [...] Fue un poco extraño, mucho más efectos, [...] algo así como S.F ..» La pista había sido ofrecida previamente a la cantante rumana Alessia, quien la rechazó porque no se ajustaba a sus estándares. En otra ocasión, Inna declaró que la canción emergió «por diversión» y que su éxito la sorprendió.
«Hot» ha sido descrita como una canción electro house con influencia del trance «sin adulterar y estilizada». Su coro: «Fly like you do it / Like you're high like you do it / Like you fly like do it / Like a woman» se repite varias veces a lo largo de la pista. Las vocales masculinas: «la la la» complementan la canción que, según Paul Lester de The Guardian, suenan «como si un camarero de una cafetería local en la playa caminara durante una filmación». Fraser McAlpine de BBC notó que la cantante «está usando claramente las palabras de esta canción como una especie de percusión para romper la música», añadiendo además que la pista contiene un sintetizador similar al del sencillo «Ma Baker» (1977) de la banda alemana Boney M., y ritmos hipnóticos. La palabra «hot» nunca se menciona a lo largo del sencillo. Según Inna, sus versos y estribos son interpretables, y ella afirma que las líneas «Do it like a woman»—en español: Hazlo como una mujer—no estaban destinadas a tener una connotación pornográfica.

## Recepción y reconocimientos
Tras su lanzamiento, «Hot» ha recibido reseñas generalmente variadas por parte de los críticos de música. Robert Copsey de Digital Spy, le otorgó cuatro de cinco estrellas, y elogió su sencillez y eficacia. Además, escribió: «espero encontrármela en una pista de baile la próxima vez que salga a la ciudad». Lester, quien escribió para The Guardian, comparó la pista con los trabajos de la banda de rock británica New Order y el disc jockey francés David Guetta. Neeti Sarkar de The Hindu pensó que «Hot» tenía un «ritmo hipnótico» y «prendía fuego a la pista de baile», aunque criticó su coro por ser «repetitivo». McAlpine de BBC le otorgó a la pista tres de cinco estrellas, elogiando su atractivo y naturaleza bailable. Sin embargo, vio negativamente el sentido de sus letras, comparándolas con crucigramas debido a su falta de sentido y, en tono de broma afirmó que Inna era «más una chica de Sudoku». Durante una entrevista con Adevărul, el músico español Federico Albert criticó a «Hot» por su falta de innovación, al mismo tiempo que notaba la falta de instrumentos musicales. Él concluyó: «La computadora una vez más establece las reglas en el mundo de la música». La cantante británica Ellie Goulding elogió la canción en una publicación de Twitter en noviembre de 2016. En los Romanian Music Awards del 2009, Inna ganó cuatro premios, incluyendo uno en la categoría «Mejor Canción Dance» por «Hot». La canción también fue nominada en la categoría de «Mejor Canción Internacional» en los Eska Music Awards del 2009.

## Desempeño comercial
Comercialmente, la canción experimentó éxito generalizado en las listas musicales. En su natal Rumania encabezó el Top 100 rumano en diciembre de 2008, mientras que también logró alcanzar el número uno en el Dance Top 40 de Hungría, la lista PROMUSICAE de España, el UK Dance Chart del Reino Unido y el Dance/Mix Show Airplay de Billboard en los Estados Unidos. En el último, notablemente reemplazó a «Tik Tok» (2009) de la cantante estadounidense Kesha en la primera posición. La pista también alcanzó el top 10 en varios países europeos, incluyendo Turquía, Países Bajos, Rusia, República Checa, Hungría, Francia y las regiones de Flandes y Valonia en Bélgica. En el Reino Unido, la canción debutó en el UK Singles Chart en el puesto número ocho en marzo de 2010, ascendiendo a su mejor posición en el número seis en su siguiente semana. Tras vender más de 200,000 unidades, «Hot» recibió la certificación de plata en el país por British Phonographic Industry (BPI). La canción también logró una certificación de oro en Dinamarca e Italia por IFPI Dinamarca y la Federación de la Industria Musical Italiana (FIMI), respectivamente, y una de platino en Noruega, España y Suecia por IFPI Noruega, PROMUSICAE y la Asociación Sueca de la Industria de la Grabación (GLF), respectivamente.

## Videos musicales

### True Love Edit
El primer video musical de «Hot» fue filmado por Florin Botea el octubre de 2008 en el Club Gossip, Rumania, en el lapso de 14 horas. Durante una entrevista con el sitio web rumano Divercity Cafe, Inna recordó de la sesión de filmación: «Me sentí muy bien, hubo sucesos agradables y desagradables por los que pasé [...]. Nos divertimos, intentamos hacer nuestro trabajo como profesionales [...].» El videoclip fue estrenado exclusivamente para la Radio 21. Fue conocido como «True Love Edit» después de su lanzamiento en YouTube.
El video comienza con una joven rubia que se peina y se maquilla en el vestidor de una discoteca, donde trabaja como bailarina de teatro. Sus compañeras de trabajo y amigos son vistos a su alrededor cuando recibe una tarjeta de un admirador supuestamente secreto. Después de hacer su trabajo de bailarina, el videoclip se traslada a una escena en la casa de la mujer, donde se la puede ver con un vestido informal, discutiendo con su pareja frente a su pequeña hija. Después de que la madre se va, el padre consuela a su hija, que parece estar molesta por la discusión de sus padres. Posteriormente, la niña se queda dormida y el video regresa a la escena del club nocturno donde sus amigas se vuelven a agolpar alrededor de la mujer debido a las rosas y la tarjeta que recibió de su admirador secreto antes de regresar al escenario esa noche. Mientras ella baila en el escenario, su admirador secreto está oculto pero visible en la multitud en el club nocturno. La mujer luego llega a su casa a la mañana siguiente para hacer las maletas y salir de la casa. Hacia el final del video, ella logra encontrar a su admirador secreto que luego se quita las gafas de sol y resulta ser su amante con quien ella había estado luchando. El videoclip termina con los abrazos, así como con Inna y Play & Win, quienes están de pie juntos contra una pared blanca antes de alejarse juntos. Las escenas intercaladas durante la trama principal muestran a Inna interpretando la canción mientras lleva dos looks diferentes; la primera la muestra con el cabello largo, vestida con una blusa blanca con tonos grises, mientras que la segunda la retrata con un vestido gris sin tirantes y el pelo atado.

### Dancing in the Dark Edit
Un segundo video musical para «Hot» fue estrenado el 19 de noviembre de 2008, y también fue filmado por Botea. Fue conocido como «Dancing in the Dark Edit» durante su lanzamiento en YouTube. Con respecto a la decisión de grabar un segundo video, Inna declaró: «Después de que [el primero] apareciera en YouTube, los comentarios no eran los que esperábamos. Así que decidimos grabarlo de nuevo». Durante una entrevista de Adevărul con Botea en 2013, él dijo que lamentaba haber filmado dos videos musicales para la canción, calificándolos como «insatisfactorios».
El video enfatiza la imagen de Inna y comienza con un altavoz redondo de color rojo con respaldo de una luz roja visible en pantalla, que luego se usa como sustituto de la letra "o" en el título de la canción. En la primera escena de Inna, ella se alisó el cabello, mientras usaba un collar parecido a una mariposa, un vestido corto beige y una pulsera de color oscuro. El video luego se traslada a un club nocturno donde un disc jockey se presenta frente a una multitud que baila. A continuación, se presenta a Inna cantando con un micrófono incorporado desde el techo junto al altavoz redondo rojo. Ella luce un vestido gris largo y ondulado que se desplaza hacia arriba y hacia abajo durante la escena por efectos especiales del viento. Además, la cantante usa maquillaje de color gris y extensiones de pestañas. En la escena final de Inna, ella tiene el cabello recogido y usa un pantalón negro ajustado sobre una camiseta blanca sin mangas. Tres de los bailarines principales se reúnen para un baile de rutina antes de que el videoclip termine con Inna y Play & Win, uno al lado del otro.

## Presentaciones en vivo y otros usos

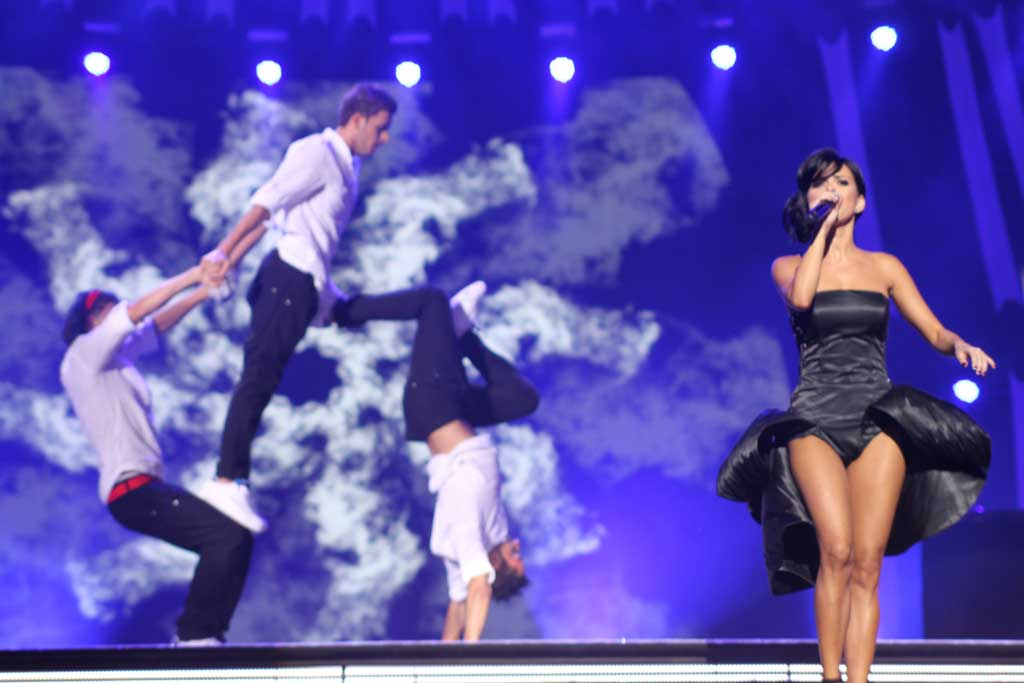
Inna interpretando «Hot» en vivo en el Festival Internacional de la Canción de Sopot en agosto de 2009.

Tras el lanzamiento de «Hot», Inna se presentó en varios clubes nocturnos rumanos para interpretar la canción en noviembre de 2008. En 2009, ella cantó notablemente la pista en los Eska Music Awards el 13 de marzo, el Festival Internacional de la Canción de Sopot en Polonia en agosto luciendo un vestido diseñado por Lena Criveanu, Loop Live en Bulgaria el 11 de octubre, y Legendario Ice Experience en España. En 2010, Inna interpretó «Hot» en los MAD Video Music Awards en Grecia el 24 de junio, y en Starfloor en Francia el 23 de octubre. La segunda aparición fue polémica, ya que la cantante mostró accidentalmente uno de sus pezones. «Hot» también fue incluido en su concierto Inna: Live la Arenele Romane gig en Bucarest el 17 de mayo de 2011, donde llegó en un helicóptero.
La banda rumana Blue Nipple Boy grabó un cover de la canción en 2013. Para el Festival Ultra Music del 2016, el dúo de DJs neerlandés Blasterjaxx remezcló «Hot» y lanzaron su propia versión — «Hot 2016» — para su  descarga digital. Las vocales de Inna se usaron durante los breaks de la pista, complementada por acordes grandes. Durante su coro, el refrán es reproducido, junto con ritmos grandes, una línea de bajo y un «potente sonido primario». Un editor de Dance-Charts elogió la remezcla y notó positivamente el contraste entre la voz «suave» de la cantante y la producción. Él concluyó: «Puede que sea una de las colaboraciones más inusuales del año en los géneros del EDM y big room».

## Formatos
| - Versiones oficiales 1. «Hot» (Play & Win Radio Edit Version) – 3:37 2. «Hot» (Play & Win Extended Version) – 5:03 3. «Hot» (UK Radio Edit Version) – 2:32 4. «Hot» (French Radio Edit Version) – 2:52 5. «Hot» (U.S. Short Radio Edit Version) – 3:05 6. «Hot» (U.S. Radio Edit Version) – 3:45 7. «Hot» (Riff & Rays Radio Edit) – 2:59 8. «Hot» (Riff & Rays Club Remix) – 7:07 9. «Hot» (Malibu Breeze Radio Edit) – 3:42 10. «Hot» (Malibu Breeze Club Remix) – 6:52 11. «Hot» (Cahill Radio Edit) – 3:03 12. «Hot» (Cahill Club Remix) – 6:53 13. «Hot» (Cahill Mixshow) – 4:51 14. «Hot» (Daz Bailey Vocal Remix) – 7:25 | 15. «Hot» (Daz Bailey Club Remix) – 7:26 16. «Hot» (Sgt Slick Club Remix) – 5:54 17. «Hot» (Sgt Slick Dub) – 6:24 18. «Hot» (The Real Booty Babes Radio Edit) – 2:52 19. «Hot» (The Real Booty Babes Club Remix) – 4:33 20. «Hot» (Samuele Sartini Radio Edit) – 3:22 21. «Hot» (Samuele Sartini Club Remix) – 5:25 22. «Hot» (Da Brozz Radio Edit) – 3:39 23. «Hot» (Da Brozz Club Remix) – 5:18 24. «Hot» (Hardforze Remix) – 6:42 25. «Hot» (Eric Chase Remix) – 7:22 26. «Hot» (Jerox's Walk In the Dusk Remix) – 4:24 27. «Hot» (RLS Radio Edit) – 3:34 28. «Hot» (RLS Long Club Remix) – 6:33 29. «Hot» (Castelli & Lyos vs. Donati & Amato Remix) – 4:54 30. «Hot» (2 Faced Funks Remix) – 5:53 |

## Posicionamiento en listas
| Alemania        | Official German Charts  | 80 |
| Bélgica         | Ultratop 50 Flanders    | 6  |
| Bélgica         | Ultratop 50 Wallonia    | 6  |
| Brasil          | ABPD                    | 49 |
| Canadá          | Canadian Hot 100        | 97 |
| Dinamarca       | Tracklisten             | 13 |
| Eslovaquia      | Rádio Top 100           | 38 |
| España          | PROMUSICAE              | 1  |
| Estados Unidos  | Dance/Mix Show Airplay  | 1  |
| Estados Unidos  | Hot Single Sales        | 50 |
| Finlandia       | Suomen virallinen lista | 14 |
| Francia         | SNEP                    | 6  |
| Francia         | Download Chart          | 5  |
| Hungría         | Dance Top 40            | 1  |
| Hungría         | Radiós Top 40           | 4  |
| Hungría         | Single Top 40           | 8  |
| Irlanda         | IRMA                    | 39 |
| Italia          | FIMI                    | 33 |
| México          | México Inglés Airplay   | 23 |
|                 | Global Dance Songs      | 6  |
| Noruega         | VG-lista                | 14 |
| Países Bajos    | Dutch Top 40            | 2  |
| Países Bajos    | Single Top 100          | 4  |
| Polonia         | Dance Top 50            | 37 |
| Reino Unido     | UK Dance                | 1  |
| Reino Unido     | UK Singles              | 6  |
| República Checa | Rádio Top 100           | 3  |
| Rumania         | Romanian Top 100        | 1  |
| Rusia           | Tophit                  | 2  |
| Suecia          | Sverigetopplistan       | 14 |
| Suiza           | Schweizer Hitparade     | 17 |
| Turquía         | Türkiye Top 20          | 6  |
| Europa          | Euro Digital Songs      | 6  |

| Bélgica      | Ultratop 50 Flanders | 75 |
| Bélgica      | Ultratop 50 Wallonia | 76 |
| España       | PROMUSICAE           | 15 |
| Hungría      | Rádiós Top 100       | 18 |
| Países Bajos | Dutch Top 40         | 22 |
| Rusia        | Tophit               | 6  |
| Ucrania      | FDR                  | 3  |

| Bélgica       | Ultratop 50 Flanders     | 86 |
| Francia       | SNEP                     | 29 |
| Francia       | France Airplay           | 43 |
| Italia        | FIMI                     | 87 |
| Reino Unido   | Official Charts Company  | 91 |
| Suiza         | Schweizer Hitparade      | 58 |
| Unión Europea | European Hot 100 Singles | 46 |

## Certificaciones y ventas
| País | Certificación | Ventas  |
| --- | ------------- | ------- |
| Dinamarca (IFPI Dinamarca) | Oro           | 15,000  |
| España (PROMUSICAE) | Platino       | 65,000  |
| Francia (SNEP) | Ninguna       | 80,000  |
| Italia (FIMI) | Oro           | 15,000  |
| Noruega (IFPI Noruega) | 3× Platino    | 15,000  |
| Reino Unido (BPI) | Plata         | 250,000 |
| Suecia (GLF) | 2× Platino    | 40,000  |
| *cifras de ventas basadas únicamente en la certificación ^cifras de envíos basadas únicamente en la certificación xcifras no especificadas basadas únicamente en la certificación |               |         |

## Historial de lanzamiento
| Región         | Fecha                   | Formato          | Discográfica |
| -------------- | ----------------------- | ---------------- | ------------ |
| Rumania        | 12 de agosto de 2008    | Radio airplay    | Ninguna      |
| España         | 2 de junio de 2009      | Descarga digital | Vale         |
| Estados Unidos | 21 de julio de 2009     | Descarga digital | Ultra        |
| Alemania       | 20 de agosto de 2009    | CD               | Kontor       |
| Alemania       | 27 de noviembre de 2009 | Descarga digital | Roton        |
| Unión Europea  | 26 de octubre de 2008   | Descarga digital | Sony Music   |
| Países Bajos   | 20 de agosto de 2009    | CD               | Spinnin'     |
| Italia         | 20 de noviembre de 2009 | Descarga digital | DIY          |
| Italia         | 2009                    | CD               | DIY          |
| Reino Unido    | 5 de abril de 2010      | CD               | AATW         |
| Francia        | 2010                    | CD               | Airplay      |